# Конькобежный спорт на зимних Олимпийских играх 1964
Соревнования по конькобежному спорту на зимних Олимпийских играх 1964 прошли с 30 января по 2 февраля у женщин, и с 4 по 7 февраля у мужчин. Были разыграны 8 комплектов наград, по 4 у мужчин и женщин.

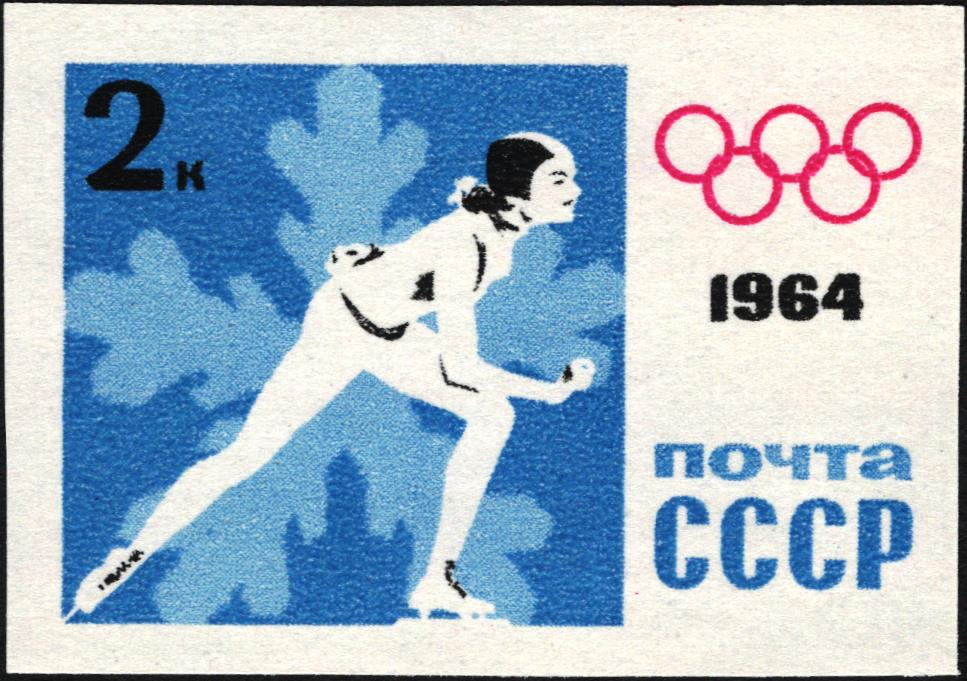
Почтовая марка

Забеги прошли на Олимпийском конькобежном катке Инсбрука с искусственным льдом, на высоте 542 метров над уровнем моря.
В соревнованиях приняло участие 134 спортсмена (91 мужчины и 43 женщины) из 22 стран.
У женщин все четыре дистанции выиграла Лидия Скобликова, которая за год до Олимпиады стала чемпионкой мира в многоборье, также выиграв все четыре дистанции.
На дистанции 500 метров у мужчин сразу три спортсмена показали второе время.

## Медалисты

### Мужчины

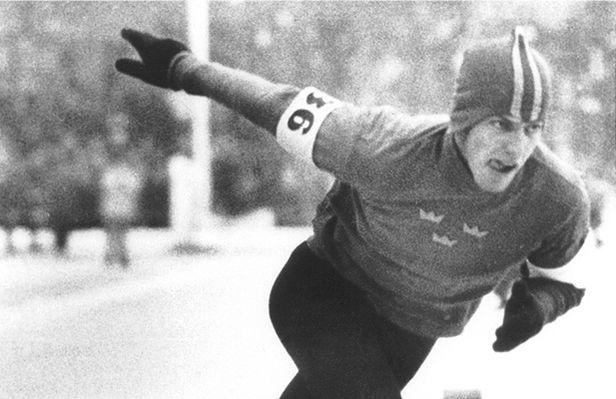
Йонни Нильссон, победитель на дистанции 10000 м

| Дистанция    | Золото                   | Серебро                                                         | Бронза                    |
| ------------ | ------------------------ | --------------------------------------------------------------- | ------------------------- |
| 500 метров   | Ричард МакДермотт США    | Альв Гьестванг Норвегия Евгений Гришин СССР Владимир Орлов СССР |                           |
| 1500 метров  | Антс Антсон СССР         | Корнелиус Феркерк Нидерланды                                    | Вилли Хауген Норвегия     |
| 5000 метров  | Кнут Йоханнесен Норвегия | Пер Ивар Мо Норвегия                                            | Фред Антон Майер Норвегия |
| 10000 метров | Йонни Нильссон Швеция    | Фред Антон Майер Норвегия                                       | Кнут Йоханнесен Норвегия  |

### Женщины
| Дистанция   | Золото                | Серебро                                   | Бронза                  |
| ----------- | --------------------- | ----------------------------------------- | ----------------------- |
| 500 метров  | Лидия Скобликова СССР | Ирина Егорова СССР                        | Татьяна Сидорова СССР   |
| 1000 метров | Лидия Скобликова СССР | Ирина Егорова СССР                        | Кайя Мустонен Финляндия |
| 1500 метров | Лидия Скобликова СССР | Кайя Мустонен Финляндия                   | Берта Колокольцева СССР |
| 3000 метров | Лидия Скобликова СССР | Хан Пхиль Хва КНДР Валентина Стенина СССР |                         |

## Страны участники
| - Австрия (7) (7) - Бельгия (1) (1) - Великобритания (5) (5) - Венгрия (3) (3) - Дания (1) (1) - Италия (2) (2) - Канада (4) (4) - КНДР (9) (9) - Монголия (3) (3) - Нидерланды (5) (5) - Норвегия (9) (9) | - Объединённая германская команда (13) (13) - Польша (3) (3) - СССР (16) (16) - США (15) (15) - Швеция (10) (10) - Швейцария (3) (3) - Финляндия (10) (10) - Франция (3) (3) - Чехословакия (2) (2) - Республика Корея (4) (4) - Япония (8) (8) |

- В скобках указано количество спортсменов от страны

## Общий медальный зачёт
| Место | Страна     | Золото | Серебро | Бронза | Всего |
| ----- | ---------- | ------ | ------- | ------ | ----- |
| 1     | СССР       | 5      | 5       | 2      | 12    |
| 2     | Норвегия   | 1      | 3       | 3      | 7     |
| 3     | США        | 1      | 0       | 0      | 1     |
| 3     | Швеция     | 1      | 0       | 0      | 1     |
| 5     | Финляндия  | 0      | 1       | 1      | 2     |
| 6     | КНДР       | 0      | 1       | 0      | 1     |
| 6     | Нидерланды | 0      | 1       | 0      | 1     |
|       |            |        |         |        |       |
| Всего | Всего      | 8      | 11      | 6      | 25    |